# Skålebreen
Der Skålebreen (norwegisch für Abstoßungsgletscher) ist ein Gletscher im ostantarktischen Königin-Maud-Land. Im Mühlig-Hofmann-Gebirge fließt er zwischen dem Ruhnkeberg und dem Hochlinfjellet in nördlicher Richtung.
Norwegische Kartographen, die ihn auch benannten, kartierten ihn anhand von Vermessungen und Luftaufnahmen der Dritten Norwegischen Antarktisexpedition (1956–1960).